# BNO-10-03 – A vér és a vérképző szervek betegségei és az immunrendszert érintő bizonyos rendellenességek
 A BNO-kódrendszer hivatalos nemzetközi forrása az Egészségügyi Világszervezet (WHO) honlapja; az ÁEEK által finanszírozott egészségügyi ellátások tekintetében az aeek.hu az irányadó!
Az alábbi hierarchia a nyomtatott magyar kiadásnak (BNO-10, 1995) felel meg.

## Táplálkozási anaemiák (D50–D53)
- D50 Vashiányos anaemia
  - D50.0 Vashiányos anaemia vérveszteségtől (krónikus)
  - D50.1 Sideropeniás dysphagia
  - D50.8 Egyéb vashiány anaemiák
  - D50.9 Vashiány anaemia k.m.n.
- D51 B12-vitamin hiány anaemia
  - D51.0 B12-vitamin hiány anaemia intrinsic faktor hiány miatt
  - D51.1 Anaemia B12-vitamin szelektív felszívódási zavara miatt, proteinuriával
  - D51.2 Transcobalamin-II hiány
  - D51.3 Egyéb vérszegénység étrendi B12-vitamin hiány miatt
  - D51.8 Egyéb B12 vitamin hiány miatti anaemia
  - D51.9 B12-vitaminhiány miatti anaemia, k.m.n.
- D52 Folsavhiány anaemia
  - D52.0 Folsavhiány anaemia, táplálkozási
  - D52.1 Gyógyszer indukált folsavhiány anaemia
  - D52.8 Egyéb folsavhiány anaemiák
  - D52.9 Folsavhiány anaemia k.m.n.
- D53 Egyéb táplálkozási anaemiák
  - D53.0 Fehérjehiány anaemia
  - D53.1 Egyéb megaloblastos anaemiák, m.n.o.
  - D53.2 Skorbutos anaemia
  - D53.8 Egyéb meghatározott táplálkozási anaemiák
  - D53.9 Táplálkozási anaemia, k. n. m.

## Haemolyticus anaemiák (D55–D59)
- D55 Enzim rendellenességek okozta anaemia
  - D55.0 Glükóz-6-foszfát dehidrogenáz [G6PD] hiány okozta anaemia
  - D55.1 A glutation anyagcsere egyéb zavara miatti anaemia
  - D55.2 Glükolitikus enzimdefektusok miatti anaemia
  - D55.3 Anaemia a nukleotid anyagcsere zavarai miatt
  - D55.8 Egyéb anaemiák enzimhiány miatt
  - D55.9 Anaemia enzimhiány miatt, k.m.n.
- D56 Thalassaemia
  - D56.0 Alfa-thalassaemia
  - D56.1 Béta-thalassaemia
  - D56.2 Delta-béta-thalassaemia
  - D56.3 Thalassaemia jelleg
  - D56.4 Magzati haemoglobin öröklött fennmaradása [HPFH]
  - D56.8 Egyéb thalassaemiák
  - D56.9 Thalassaemia, k.m.n.
- D57 Sarlósejtes rendellenességek
  - D57.0 Sarlósejtes anaemia krízissel
  - D57.1 Sarlósejtes anaemia krízis nélkül
  - D57.2 Kettős heterozygotás sarlósejtes zavarok
  - D57.3 Sarlósejtes jelleg
  - D57.8 Egyéb sarlósejtes rendellenességek
- D58 Egyéb örökletes haemolyticus anaemiák
  - D58.0 Örökletes sphaerocytosis
  - D58.1 Örökletes elliptocytosis
  - D58.2 Egyéb haemoglobinopathiák
  - D58.8 Egyéb meghatározott örökletes haemolyticus anaemiák
  - D58.9 Örökletes haemolyticus anaemia, k.m.n.
- D59 Szerzett haemolyticus anaemia
  - D59.0 Gyógyszer okozta autoimmun haemolyticus anaemia
  - D59.1 Egyéb autoimmun haemolyticus anaemiák
  - D59.2 Gyógyszer okozta nem autoimmun haemolyticus anaemia
  - D59.3 Haemolyticus-uraemiás szindróma
  - D59.4 Egyéb nem autoimmun haemolyticus anaemiák
  - D59.5 Rohamokban jelentkező éjjeli haemoglobinuria [Marchiafava-Micheli]
  - D59.6 Egyéb külső ok okozta haemolysis miatti haemoglobinuria
  - D59.8 Egyéb szerzett haemolyticus anaemiák
  - D59.9 Szerzett haemolyticus anaemia, k.m.n.

## Aplasticus és egyéb anaemiák (D60–D64)
- D60 Szerzett vörösvérsejt aplasia [erythroblastopenia]
  - D60.0 Krónikus szerzett tisztán vörösvérsejt aplasia
  - D60.1 Átmeneti szerzett tisztán vörösvérsejt aplasia
  - D60.8 Egyéb szerzett tisztán vörösvérsejt aplasiák
  - D60.9 Szerzett tisztán vörösvérsejt aplasia k.m.n.
- D61 Egyéb aplasticus anaemiák
  - D61.0 Konstitucionális aplasticus anaemia
  - D61.1 Gyógyszer indukálta aplasticus anaemia
  - D61.2 Aplasticus anaemia egyéb külső ok miatt
  - D61.3 Idiopathiás aplasticus anaemia
  - D61.8 Egyéb meghatározott aplasticus anaemiák
  - D61.9 Aplasticus anaemia k.m.n.
- D62 Akut vérzés utáni anaemia
- D63 Anaemia máshova osztályozott krónikus betegségekben
  - D63.0 Anaemia daganatos betegségekben
  - D63.8 Anaemia egyéb, máshova osztályozott krónikus betegségekben
- D64 Egyéb anaemiák
  - D64.0 Örökletes sideroblastos anaemia
  - D64.1 Másodlagos sideroblastos anaemia betegség miatt
  - D64.2 Másodlagos sideroblastos anaemia gyógyszerek és toxinok miatt
  - D64.3 Egyéb sideroblastos anaemiák
  - D64.4 Öröklött dyserythropoeticus anaemia
  - D64.8 Egyéb megjelölt anaemiák
  - D64.9 Anaemia k.m.n.

## Véralvadási defektusok, purpura és egyéb vérzéses állapotok (D65–D69)
- D65 Disszeminált intravasculáris koaguláció [defibrinációs szindróma]
- D66 Örökletes VIII-as faktor hiány
- D67 A IX-es faktor örökletes zavarai
- D68 Egyéb alvadási zavarok
  - D68.0 von Willebrand-betegség
  - D68.1 Örökletes XI-es faktor hiány
  - D68.2 Egyéb véralvadási faktorok örökletes hiánya
  - D68.3 Vérzéses zavarok keringő antikoagulánsok miatt
  - D68.4 Szerzett véralvadási faktor hiány
  - D68.8 Egyéb meghatározott véralvadási defektusok
  - D68.9 Véralvadási defektus k.m.n.
- D69 Purpura és egyéb vérzéses állapotok
  - D69.0 Allergiás purpura
  - D69.1 Vérlemezkék minőségi rendellenességei
  - D69.2 Egyéb nem thrombocytopeniás purpura
  - D69.3 Idiopathiás thrombocytopeniás purpura
  - D69.4 Egyéb primér thrombocytopenia
  - D69.5 Másodlagos thrombocytopenia
  - D69.6 Thrombocytopenia k.m.n.
  - D69.8 Egyéb meghatározott vérzéses állapotok
  - D69.9 Vérzéses állapot k.m.n.

## A vér és a vérképző szervek egyéb betegségei (D70–D77)
- D70 Agranulocytosis
- D71 Polymorphonucleáris neutrophilek funkcionális zavarai
- D72 Fehérvérsejtek egyéb rendellenességei
  - D72.0 Leukocyták öröklött anomáliái
  - D72.1 Eosinophilia
  - D72.8 Fehérvérsejtek egyéb meghatározott rendellenességei
  - D72.9 Fehérvérsejtek betegségei k.m.n.
- D73 A lép betegségei
  - D73.0 Hyposplenia
  - D73.1 Hypersplenia
  - D73.2 Krónikus congestiv splenomegalia
  - D73.3 Léptályog
  - D73.4 Lépcysta
  - D73.5 Infarctus lienis
  - D73.8 A lép egyéb betegségei
  - D73.9 Lépbetegség k.m.n.
- D74 Methaemoglobinaemia
  - D74.0 Congenitális methaemoglobinaemia
  - D74.8 Egyéb methaemoglobinaemiák
  - D74.9 Methaemoglobinaemia k.m.n.
- D75 A vér és a vérképző szervek egyéb betegségei
  - D75.0 Familiáris erythrocytosis
  - D75.1 Másodlagos polycytaemia
  - D75.2 Essentiális thrombocytosis
  - D75.8 A vér és a vérképző szervek egyéb meghatározott betegségei
  - D75.9 A vér és a vérképző szervek betegségei k.m.n.
- D76 A lymphoreticuláris szöveteket és reticulohistiocyta rendszert érintő bizonyos betegségek
  - D76.0 Langerhans-sejt histiocytosis, m.n.o.
  - D76.1 Haemophagocytás lymphohistiocytosis
  - D76.2 Fertőzéshez társult haemophagocytás szindróma
  - D76.3 Egyéb histiocytosis szindrómák
- D77 A vér és vérképző szervek egyéb rendellenességei máshova osztályozott betegségekben

## Az immunmechanizmust érintő bizonyos rendellenességek (D80–D89)
- D80 Immunhiány főként antitest defektusokkal
  - D80.0 Örökletes hypogammaglobulinaemia
  - D80.1 Nem familiáris hypogammaglobulinaemia
  - D80.2 Immunglobulin A [IgA] szelektív hiánya
  - D80.3 Immunglobulin G [IgG] alosztályok szelektív hiánya
  - D80.4 Immunglobulin M [IgM] szelektív hiánya
  - D80.5 Immunhiány megnövekedett immunglobulin M [IgM] mellett
  - D80.6 Antitest hiány közel normális immunglobulin szinttel vagy hyperimmunoglobulinaemiával
  - D80.7 Csecsemőkori átmeneti hypogammaglobulinaemia
  - D80.8 Egyéb immunhiányok főként antitest defektusokkal
  - D80.9 Immunhiány főként antitest defektusokkal k.m.n.
- D81 Összetett immunhiányok
  - D81.0 Súlyos összetett immunhiány [SCID] reticuláris dysgenesissel
  - D81.1 Súlyos összetett immunhiány [SCID] alacsony T- és B-sejtszámmal
  - D81.2 Súlyos összetett immunhiány [SCID] alacsony vagy normális B-sejt számmal
  - D81.3 Adenozin deamináz [ADA] hiány
  - D81.4 Nezelof szindróma
  - D81.5 Purin nukleozid foszforiláz [PNP] hiány
  - D81.6 Major hisztokompatibilitási komplex [MHC] I. osztály hiánya
  - D81.7 Major hisztokompatibilitási komplex [MHC] II. osztály hiánya
  - D81.8 Egyéb összetett immunhiányok
  - D81.9 Összetett immunhiány k.m.n.
- D82 Immunhiány egyéb jelentős defektusokhoz társulva
  - D82.0 Wiskott-Aldrich szindróma
  - D82.1 Di George szindróma
  - D82.2 Immunhiány rövid-végtag állapottal
  - D82.3 Immunhiány Epstein-Barr vírusra adott örökletes defektív válasszal
  - D82.4 Hyperimmunoglobulin E [IgE] szindróma
  - D82.8 Immunhiány egyéb meghatározott főbb defektusokkal együtt
  - D82.9 Immunhiány főbb defektussal, k.m.n.
- D83 Közönséges kevert immunhiány
  - D83.0 Közönséges kevert immunhiány főként B-sejtszám és funkció abnormitásokkal
  - D83.1 Közönséges kevert immunhiány főként immunregulációs T-sejt rendellenességekkel
  - D83.2 Közönséges kevert immunhiány B- vagy T-sejt elleni autoantitestekkel
  - D83.8 Egyéb közönséges kevert immunhiány
  - D83.9 Közönséges kevert immunhiány k.m.n.
- D84 Egyéb immunhiányok
  - D84.0 Lymphocyta funkció antigén-1 [LFA-1] defektus
  - D84.1 Defektusok a komplement rendszerben
  - D84.8 Egyéb meghatározott immunhiányok
  - D84.9 Immunhiány k.m.n.
- D86 Sarcoidosis
  - D86.0 Tüdő sarcoidosis
  - D86.1 Nyirokcsomó sarcoidosis
  - D86.2 Tüdő és nyirokcsomó sarcoidosis együtt
  - D86.3 Bőr sarcoidosis
  - D86.8 Sarcoidosis egyéb és kombinált lokalizációban
  - D86.9 Sarcoidosis k.m.n.
- D89 Az immunrendszert érintő egyéb rendellenességek m.n.o.
  - D89.0 Polyclonális hypergammaglobulinaemia
  - D89.1 Cryoglobulinaemia
  - D89.2 Hypergammaglobulinaemia k.m.n.
  - D89.8 Az immunrendszert érintő egyéb meghatározott rendellenességek m.n.o.
  - D89.9 Immunrendszert érintő rendellenesség k.m.n.

| Sorszám | Főcsoport                                                                                                | BNO kódok |
| ------- | --- | --------- |
| 01      | BNO-10-01 – Fertőző és parazitás betegségek                                                              | A00–B99   |
| 02      | BNO-10-02 – Daganatok                                                                                    | C00–D48   |
| 03      | BNO-10-03 – A vér és a vérképző szervek betegségei és az immunrendszert érintő bizonyos rendellenességek | D50–D89   |
| 04      | BNO-10-04 – Endokrin, táplálkozási és anyagcsere betegségek                                              | E00–E90   |
| 05      | BNO-10-05 – Mentális és viselkedészavarok                                                                | F00–F99   |
| 06      | BNO-10-06 – Az idegrendszer betegségei                                                                   | G00–G99   |
| 07      | BNO-10-07 – A szem és függelékeinek betegségei                                                           | H00–H59   |
| 08      | BNO-10-08 – A fül és a csecsnyúlvány megbetegedései                                                      | H60–H95   |
| 09      | BNO-10-09 – A keringési rendszer betegségei                                                              | I00–I99   |
| 10      | BNO-10-10 – A légzőrendszer betegségei                                                                   | J00–J99   |
| 11      | BNO-10-11 – Az emésztőrendszer betegségei                                                                | K00–K93   |
| 12      | BNO-10-12 – A bőr és bőralatti szövet betegségei                                                         | L00–L99   |
| 13      | BNO-10-13 – A csont-izomrendszer és kötőszövet betegségei                                                | M00–M99   |
| 14      | BNO-10-14 – Az urogenitális rendszer megbetegedései                                                      | N00–N99   |
| 15      | BNO-10-15 – Terhesség, szülés és a gyermekágy                                                            | O00–O99   |
| 16      | BNO-10-16 – A perinatális szakban keletkező bizonyos állapotok                                           | P00–P96   |
| 17      | BNO-10-17 – Veleszületett rendellenességek, deformitások és kromoszómaabnormitások                       | Q00–Q99   |
| 18      | BNO-10-18 – Máshova nem osztályozott panaszok, tünetek és kóros klinikai és laboratóriumi leletek        | R00–R99   |
| 19      | BNO-10-19 – Sérülés, mérgezés és külső okok bizonyos egyéb következményei                                | S00–T98   |
| 20      | BNO-10-20 – A morbiditás és mortalitás külső okai                                                        | V01–Y98   |
| 21      | BNO-10-21 – Az egészségi állapotot és egészségügyi szolgálatokkal való kapcsolatot befolyásoló tényezők  | Z00–Z99   |
| (22)    | BNO-10-22 – Speciális kódok                                                                              | U00–U99   |